# 皮库伊
皮库伊是巴西帕拉伊巴州的一个市镇。总面积665.57平方公里，总人口18987人，人口密度28.5人/平方公里。